# Offshore-Windpark Borssele
Borssele ist ein Offshore-Windpark im südlichen Teil der niederländischen Ausschließlichen Wirtschaftszone in der Nordsee. Er besteht aus vier Teilflächen mit jeweils etwa 350 Megawatt sowie einer fünften kleinen Fläche (20 MW) für experimentelle Zwecke. Mit insgesamt etwa 1.500 Megawatt ist er der bisher größte Windpark der Niederlande.

## Lage

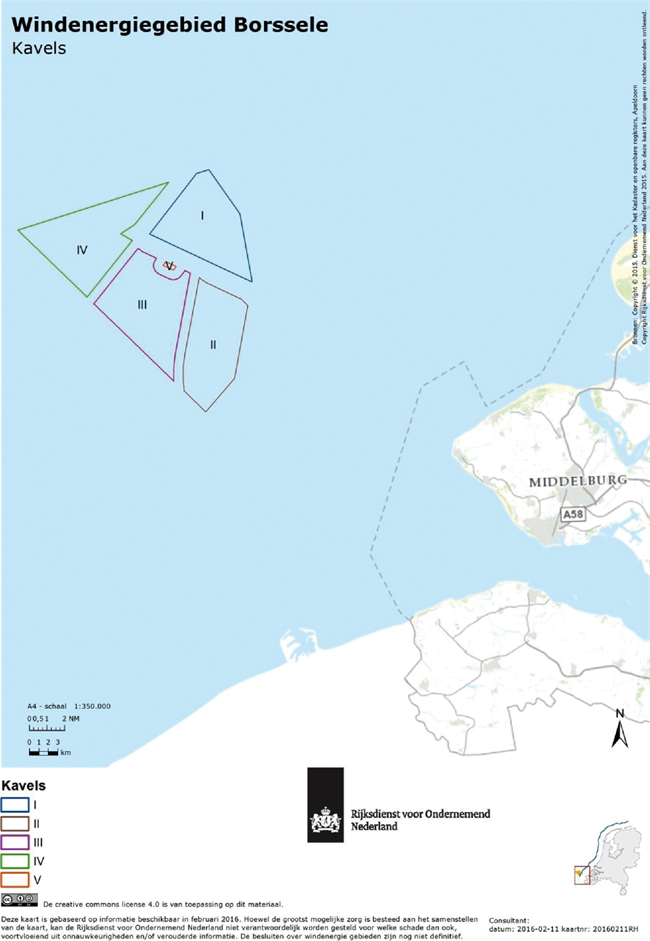
Windenergiegebiet Borssele

Das Gebiet von Borsselle I und II befindet sich etwa 22 Kilometer vor der Küste der niederländischen Provinz Zeeland, nördlich des belgischen Seehafens Zeebrugge, bei einer Wassertiefe zwischen 14 und 38 Metern. Borssele I und II bedecken eine Fläche von etwa 128 km². Die benachbarten Teilflächen Borsselle III und IV liegen westlich davon, etwa 25 Kilometer vor der Küste.

## Teilflächen I und II
Ørsted (vormals DONG Energy) gewann im Juli 2016 die Ausschreibung für den Betrieb der Teilflächen I und II. Das Unternehmen bekommt für die ersten 15 Betriebsjahre 72,70 Euro pro Megawattstunde. Anschließend wird der produzierte Strom nach den Marktpreisen vergütet. Mit diesen Werten galt er zur damaligen Zeit als der Offshore-Windpark mit den bis dahin günstigsten Stromgestehungskosten der Welt. Im Juli 2017 gab DONG bekannt, Siemens als Partner für die Lieferung und die Wartung ausgewählt zu haben. Es wurden 94 Turbinen vom Typ Siemens SWT-8.0-167 mit einer Leistung von 8 Megawatt bestellt. Dies ergibt eine Leistung von insgesamt 752 Megawatt. Diese Leistung versorgt rechnerisch knapp eine Million Haushalte.
Die ersten Arbeiten für den Aufbau der Windenergieanlagen in diesen beiden Flächen sollten ursprünglich Ende 2019 erfolgen. Mitte Januar 2020 wurden die ersten Gründungen installiert, die ersten Turbinen folgten im April 2020. Am 28. April 2020 wurde erstmals Strom in das Netz eingespeist. Anfang September waren alle 94 Turbinen errichtet. Die offizielle Inbetriebnahme des Windparks erfolgte im November 2020.

## Teilflächen III und IV
Die beiden Teilflächen III und IV verfügen insgesamt über eine installierte Leistung von 730 MW, die mit 77 Windkraftanlagen vom Typ MHI Vestas V164-9.5MW erzeugt werden.

### Geschichte
Am 8. Juli 2016 wurden die Details für die Ausschreibung der Teilflächen III und IV vom niederländischen Wirtschaftsministerium bekannt gegeben, die ähnlich den Regulatorien der Borssele I und II war. Die Ausschreibung der beiden Projekte lief vom 15. bis zum 29. September 2016.
Der Baubeginn für den Windpark war im Oktober 2019, die letzte Anlage wurde im November 2020 installiert. Die Inbetriebnahme des Windparks erfolgte 2021.

### Vergütung
Am 12. Dezember 2016 erhielt ein von Shell, Eneco, Van Oord und Diamond Generating Europe (einer Tochtergesellschaft von Mitsubishi) gegründetes Konsortium namens Blauwwind II C.V. den Zuschlag für den Betrieb der beiden Teilflächen. Das Konsortium wird in den ersten 15 Betriebsjahren eine Einspeisevergütung von 54,50 Euro pro Megawattstunde erhalten; anschließend wird der produzierte Strom nach den Marktpreisen vergütet werden. Damit beträgt der tatsächlich realisierte Zuschlagspreis weniger als die Hälfte des zuvor festgelegten Höchstpreises (119,75 Euro pro Megawattstunde).

## Teilfläche V
Die Teilfläche V ist für etwa 20 MW verfügbarer Leistung geeignet. Sie soll für die Demonstration innovativer Technologien genutzt werden. Schwerpunkt dabei sind die Kostenreduktion der Offshore-Windpark- und die Förderung der niederländischen Wirtschaft. Bis Ende 2017 wurde die Ausschreibung für die Teilfläche durchgeführt. Im April 2018 wurde das Ergebnis der Ausschreibung bekannt. In der Teilfläche wurden zwei Windenergieanlagen vom Typ V164 mit jeweils 9,5 Megawatt Leistung installiert. Dabei werden Innovationen wie ein Erosionsschutz, ein Beschichtungssystem oder eine neue Verbindung zwischen Turm und Fundament erprobt. Die beiden Turbinen werden von einem Konsortium um Van Oord Renewable Finance, Investri Offshore und Green Giraffe Holding errichtet. Dabei erhält das Konsortium eine Forschungsförderung in Höhe von 15 Millionen Euro sowie eine Förderung für die Stromabnahme in Höhe von 35 Millionen Euro. 2021 erfolgte die Inbetriebnahme des Projektes. Die beiden Windenergieanlagen können rechnerisch 25.000 niederländische Haushalte mit Strom versorgen. 2022 wurden die Borssele V-Anteile an die Octopus Energy Group verkauft.

## Netzanbindung
Die Windenergieanlagen sind über Seekabel mit den baugleichen 700-Megawatt-Umspannplattformen Borssele Alpha und Beta im Windpark verbunden, die den Dreiphasenwechselstrom (Drehstrom) von 66 kV auf Höchstspannung von 220 kV transformieren. Von dort aus wird der Strom gebündelt über Dreiphasenwechselstrom-Seekabel in das Umspannwerk nach Borssele ans Festland übertragen. Für den Netzanschluss ist der Übertragungsnetzbetreiber Tennet zuständig.

## Betrieb
Ørsted nutzt seit 2020 ein Gelände im Hafen von Vlissingen als Wartungs- und Servicestützpunkt.
Zum Schutz von Zugvögeln sind die Windkraftanlagen im Mai 2023 für einige Stunden angehalten worden. Dies geschah auf Anordnung des niederländischen Ministeriums für Wirtschaft und Klimapolitik und kann in Zukunft häufiger erfolgen und auf andere Offshore-Windparks ausgeweitet werden.